# Une place pour moi
Une place pour moi je třetí studiové album francouzské zpěvačky Joyce Jonathan, které vyšlo dne 5. února 2016.

## Seznam skladeb
| Pořadí | Název                                      | Délka |
| ------ | ------------------------------------------ | ----- |
| 1.     | Je tiens les rênes                         | 3:27  |
| 2.     | Le Bonheur                                 | 3:23  |
| 3.     | Les Filles d'aujourd'hui (duet s Vianneym) | 4:22  |
| 4.     | Je plonge                                  | 3:49  |
| 5.     | L'Amour, l'Amour, l'Amour                  | 2:30  |
| 6.     | Une place pour moi                         | 2:57  |
| 7.     | Si un jour                                 | 3:15  |
| 8.     | Je cours                                   | 3:35  |
| 9.     | Je me jette à l'eau                        | 2:44  |
| 10.    | Je ne veux pas de toi                      | 3:19  |
| 11.    | Sans toi                                   | 3:24  |
| 12.    | Des fuites d'eau                           | 4:05  |

## Ocenění a prodeje
| Země      | Nejvyšší umístění | Prodeje        |
| --------- | ----------------- | -------------- |
| Francie   | 24                | Francie: 9 000 |
| Belgie    | 41                |                |
| Švýcarsko | 66                |                |